# Helictotrichon parlatorei
Helictotrichon parlatorei är en gräsart som först beskrevs av Joseph Woods, och fick sitt nu gällande namn av Pilg.. Helictotrichon parlatorei ingår i släktet Helictotrichon och familjen gräs. Inga underarter finns listade i Catalogue of Life.